# Selenicereus ocamponis
Selenicereus ocamponis ist eine Pflanzenart in der Gattung Hylocereus aus der Familie der Kakteengewächse (Cactaceae).

## Beschreibung
Selenicereus ocamponis wächst kletternd mit dreikantigen, blaugrünen Trieben und erreicht bei Durchmessern von 5 bis 6 Zentimetern Längen von bis zu 3 Metern. Die Rippen sind am Rand wellig mit einer hornigen, braunen Kante. Aus den 2 bis 4 Zentimetern entfernt stehenden Areolen entspringen 5 bis 8 nadelförmige, gelbliche Dornen, die bis 1,5 Zentimeter lang werden.
Die weißen Blüten sind 25 bis 30 Zentimeter lang und breit. Die Früchte sind gelb oder rot.

## Verbreitung, Systematik und Gefährdung
Selenicereus ocamponis ist im Südwesten Mexikos verbreitet. 
Die Erstbeschreibung als Cereus ocamponis wurde 1850 von Joseph zu Salm-Reifferscheidt-Dyck veröffentlicht. David Richard Hunt stellte die Art 2017 in die Gattung Selenicereus. Ein weiteres nomenklatorisches Synonym ist Hylocereus ocamponis (Salm-Dyck) Britton & Rose (1909).
In der Roten Liste gefährdeter Arten der IUCN wird die Art als „Least Concern (LC)“, d. h. als nicht gefährdet geführt.

## Nachweise